# Isn't Anything
Albums de My Bloody Valentine
You Made Me Realise
(1988) Feed Me with Your Kiss
(1988)
Isn’t Anything est le premier album studio du groupe irlandais My Bloody Valentine (depuis sa fondation près de trois ans auparavant, le groupe n'avait sorti que des EP ou des minis-albums). Sorti en novembre 1988, il fut tout d'abord distribué par Creation Records au Royaume-Uni ; il est actuellement disponible dans une édition de Sire Records aux États-Unis.

## Présentation
Lorsque son premier chanteur Dave Conway quitta le groupe et fut remplacé par Bilinda Butcher, Kevin Shields se tourna à nouveau vers ses racines avant-gardistes, et commença à considérer avec intérêt les nouvelles possibilités d'exploitation de studio d'enregistrement qu'offrait la récente signature avec Creation Records. Le premier fruit de ces expérimentations fut le maxi single You Made Me Realise, sorti en juillet 1988. Son successeur fut Isn’t Anything, que David Stubbs, dans les colonnes du magazine Uncut, qualifia de « l'un des albums les plus importants et influents du rock britannique des années 1980 ». Le groupe se mit dans des conditions difficiles pendant l'enregistrement ; ainsi, ils ne dormaient qu'environ deux heures par nuit, ce qui a, selon certains, laissé ses marques dans le chant. La chanson Several Girls Galore a été décrite comme une « version cubiste de Jesus and Mary Chain ».
Isn't Anything est un des opus qui ont posé les bases d'un son nouveau dans le monde du rock, un genre baptisé plus tard « shoegazing » (ou « shoegaze ») par un journaliste du magazine NME.

## Critique
Isn’t Anything a été à diverses reprises classé dans des sélections d'albums prestigieux ; ainsi il figure à la 22e place dans le classement des 100 meilleurs albums des années 1980 par Pitchfork, à la 46e 99 meilleurs albums de la période 1985-1995 d'Alternative Press, ainsi qu'à la 110e place du classement des meilleurs albums par le magazine Stylus

## Titres
Chansons écrites par Kevin Shields sauf indication contraire.
1. Soft as Snow (but Warm Inside) (Shields, Colm Ó Cíosóig) – 2:21
2. Lose My Breath (Bilinda Butcher, Shields) – 3:37
3. Cupid Come (Butcher, Shields) – 4:27
4. (When You Wake) You're Still in a Dream (O'Ciosoig, Shields) – 3:16
5. No More Sorry (Butcher, Shields) – 2:48
6. All I Need – 3:04
7. Feed Me with Your Kiss – 3:54
8. Sueisfine (Shields, O'Ciosoig) – 2:12
9. Several Girls Galore (Butcher, Shields) – 2:21
10. You Never Should – 3:21
11. Nothing Much to Lose – 3:16
12. I Can See It (but I Can't Feel It) – 3:10

L'édition 33 tours originale était accompagnée d'un 45 tours gratuit empaqueté dans une pochette blanche. Les chansons y étaient intitulées Instrumental A (3:19) et Instrumental B (4:36) ; cette dernière incluait une boucle de batterie tirée du morceau Security of the First World de Public Enemy (sur l'album It Takes a Nation of Millions to Hold Us Back).

## Personnel
- Kevin Shields – guitare, chant
- Bilinda Butcher – guitare, chant
- Colm Ó Cíosóig – batterie
- Debbie Googe – basse
- My Bloody Valentine – production
- Dave Anderson – ingénieur
- Steve Nunn – ingénieur
- Alex Russell – ingénieur
- Joe Dilworth – photographie